# 小米手环6
小米手环6是一款由小米科技生产的可穿戴设备，发布于2021年3月29日。相较上一代小米手环，小米手环6取消了触摸按键，屏幕改为全面屏设计，屏幕尺寸增大为1.56英寸，增加了血氧检测功能。NFC版本支持模拟公交卡、门禁卡。